# Дифил (военачальник)
Дифил (др.-греч. Δίφιλος; IV век до н. э.) — македонский военачальник IV века до н. э. на службе Антигона I Одноглазого.
Единственное упоминание Дифила в античных источниках содержится у Диодора Сицилийского в контексте событий 311 года до н. э. Изначально Дифил был военачальником, который во время правления Антигона Вавилонией (315—311 годы до н. э.) командовал гарнизоном вавилонской цитадели. В 311 году до н. э., во время вторжения Селевка, Дифил возглавил сопротивление. Вместе с сохранившими верность Антигону воинами Дифил укрылся в вавилонской крепости. Её осада длилась несколько месяцев. Крепость пала во время штурма, которому предшествовали некие действия Селевка с руслом Евфрата.
Последующая судьба Дифила неизвестна.